# Manfred Wagner (Politiker, 1934)
Manfred W. Wagner (* 14. Januar 1934 in Hassel (Saar)) ist ein deutscher Politiker (SPD) und Gewerkschaftsangestellter.
Nach Besuch der Volksschule, der Handelschule und einer kaufmännischen Lehre in der Industrie und dem erfolgreichen Ablegen der Abschlussprüfung an der Akademie der Arbeit an der Universität des Saarlandes war Wagner als Industriekaufmann beruflich aktiv. Von 1961 bis 1972 war er Vorsitzender des Betriebsrats der Halberger Hütte GmbH., danach wurde er Vorsitzender des Deutschen Gewerkschaftsbunds (DGB) im Landesbezirk Saar. 1976 wurde er Präsident des Internationalen Gewerkschaftsrats Saarland-Lothringen-Luxemburg.
Wagner war ab 1968 Mitglied des Kreistages Saarbrücken-Land, wurde 1970 in den Saarländischen Landtag gewählt und wurde dort 1972 stellvertretender Fraktionsvorsitzender der SPD. 1979 wechselte er in das Europäische Parlament, dem er bis 1989 angehörte. Er lebt in Brebach-Fechingen, einem Stadtteil von Saarbrücken, ist verheiratet und hat ein Kind.

## Ehrungen
1985 Medienpreis Goldene Ente der Landespressekonferenz Saar.